# Mailänder Postfälschung
Die Mailänder Postfälschung  bezeichnet die Fälschung der Marken Mi. Nr. 3–5 von Lombardei-Venetien. Sie ist eine der berühmtesten österreichischen Postfälschungen und hatte es tatsächlich in den Umlauf geschafft. Das erste Mal kamen die Briefmarken im Dezember 1857 in den Umlauf. Die Fälscher wurden nie entdeckt. Tatsächlich war es schon die zweite Fälschung der Briefmarkenserie, nach der Veroneser Postfälschung von 1850.

## Papier und Druck
Die Fälschung wurde durch Holzdruck hergestellt, was der Briefmarke ein grobes Aussehen verlieh. Mittelstarkes Maschinenpapier wurde verwendet.

## Heutiger Wert
Auf Auktionen werden die Fälschungen meist für circa 600 € verkauft.